# Benjamin Rush
Benjamin Rush (Byberry, 4 de janeiro de 1746 – Filadélfia, 19 de abril de 1813) foi um líder político, reformador social, humanitário, educador médico, escritor e educador norte-americano. Foi um dos signatários da Declaração da Independência dos Estados Unidos.

## Vida
Foi um fundador dos Estados Unidos que assinou a Declaração de Independência dos Estados Unidos e um líder cívico na Filadélfia e fundador do Dickinson College. Rush foi um delegado da Pensilvânia ao Congresso Continental. Sua autodescrição posterior foi: "Ele apontou para a direita". Ele serviu como cirurgião geral do Exército Continental e tornou-se professor de química, teoria médica e prática clínica na Universidade da Pensilvânia.
Rush foi um líder do Iluminismo americano e um entusiasta da Revolução Americana. Ele foi um líder na ratificação da Constituição dos Estados Unidos pela Pensilvânia em 1788. Ele foi proeminente em muitas reformas, especialmente nas áreas de medicina e educação. Ele se opôs à escravidão, defendeu escolas públicas gratuitas e buscou melhorar a educação para as mulheres e um sistema penal mais esclarecido. Como médico líder, Rush teve um grande impacto na emergente profissão médica. Como intelectual do Iluminismo, ele estava comprometido em organizar todo o conhecimento médico em torno de teorias explicativas, em vez de confiar em métodos empíricos. Rush argumentou que a doença era o resultado de desequilíbrios no sistema físico do corpo e era causada por disfunções no cérebro. Sua abordagem preparou o caminho para pesquisas médicas posteriores, mas Rush não realizou nada disso. Ele promoveu a saúde pública defendendo um ambiente limpo e enfatizando a importância da higiene pessoal e militar. Seu estudo de transtorno mental fez dele um dos fundadores da psiquiatria americana. Em 1965, a American Psychiatric Association reconheceu Rush como o "pai da psiquiatria americana".

## Publicações
- Rush, Benjamin (1773). «An Address to the Inhabitants of the British Settlements in America, Upon Slave-keeping». Philadelphia: J. Dunlap. Consultado em 1 de janeiro de 2017
- Rush, Benjamin (1819) [1791]. An inquiry into the effects of ardent spirits upon the human body and mind : with an account of the means of preventing, and of the remedies for curing them. [S.l.]: Josiah Richardson
- Rush, Benjamin (1794). An account of the bilious remitting yellow fever, as it appeared in the city of Philadelphia, in the year 1793. Philadelphia: Thomas Dobson
- Rush, Benjamin (1798). Essays: Literary, Moral, and Philosophical. Philadelphia: Thomas & Samuel F. Bradford 1989 reimpresso: Syracuse University Press, ISBN 0-912756-22-5
- Rush, Benjamin (1799). «Observations Intended to Favour a Supposition That the Black Color (As It Is Called) of the Negroes Is Derived from the Leprosy». Transactions of the American Philosophical Society. 4: 289–297. JSTOR 1005108. doi:10.2307/1005108
- Rush, Benjamin, M.D. (1806). A plan of a Peace-Office for the United States. Essays, Literary, Moral and Philosophical. 2nd ed. Philadelphia: Thomas and William Bradford. pp. 183–88. Consultado em 3 de junho de 2010 – via Internet Archive
- Rush, Benjamin (1808) [1778]. Directions for preserving the health of soldiers : addressed to the officers of the Army of the United States. Philadelphia: Thomas Dobson
- Rush, Benjamin (1812) Medical Inquiries And Observations Upon The Diseases Of The Mind, 2006 reprint: Kessinger Publishing, ISBN 1-4286-2669-7. Cópias digitais gratuitas do original publicado em 1812 em deila.dickinson.edu. ou web.archive.org
- Rush, Benjamin (2003). «Medical Inquiries and Observations, Upon the Diseases of the Mind: Philadelphia: Published by Kimber & Richardson, no. 237, Market Street; Merritt, printer, no. 9, Watkins Alley, 1812». Their Own Words. Carlisle, Pennsylvania: Dickinson College. OCLC 53177922. Cópia arquivada em 7 de janeiro de 2004
- Rush, Benjamin (1815). «A Defence of Blood-letting, as a Remedy for Certain Diseases». Medical Inquiries and Observations. 4. Consultado em 24 de outubro de 2012
- Rush, Benjamin (1830). Medical Inquiries and Observations upon Diseases of the Mind 4 ed. Philadelphia: John Grigg. pp. 98, 197
- Rush, Benjamin (1835). Medical Inquiries and Observations Upon the Diseases of the Mind Fifth ed. Philadelphia: Grigg and Elliott, No. 9 North Fourth Street. OCLC 2812179 – via Internet Archive
- Rush, Benjamin (1947). The selected writings of Benjamin Rush. New York: Philosophical Library. p. 448. ISBN 978-0-8065-2955-4
- Butterfield, Lyman H., ed. (1951). Letters of Benjamin Rush. Col: Memoirs of the American Philosophical Society. [S.l.]: Princeton University Press. OCLC 877738348
- The Spur of Fame: Dialogues of John Adams and Benjamin Rush, 1805–1813 (2001), Liberty Fund, ISBN 0-86597-287-7
- Rush, Benjamin (1970) [1948].  George Washington Corner, ed. The autobiography of Benjamin Rush; his Travels through life together with his Commonplace book for 1789–1813. Westport, CT: Greenwood Press
- Fox, Claire G.; Miller, Gordon L.; Miller, Jacquelyn C. (1996). Benjamin Rush, M.D: A Bibliographic Guide. [S.l.]: Greenwood Press. ISBN 978-0-313-29823-3

### Coleções de arquivo
- o Presbyterian Historical Society em Filadélfia, Pensilvânia, tem uma coleção de Manuscritos originais de Benjamin Rush.